# Le Goût des autres
Le Goût des autres is een Franse film van Agnès Jaoui die werd uitgebracht in 2000.
In 2000 was deze tragikomische praatfilm, na Taxi 2, de Franse film die het het best deed aan de Franse kassa.

## Samenvatting
Jean-Jacques Castella is een bedrijfsleider die een beetje uitgekeken is op zijn vrouw Angélique. Op een avond woont hij, uit pure sociale verplichting, een toneelstuk bij. Hoewel hij weinig kaas heeft gegeten van cultuur en al even weinig voeling heeft met de toneelwereld
wordt hij erg aangesproken door de tekst én door de hoofdactrice. 
Ten gevolge van een belangrijk internationaal contract ziet hij zich genoodzaakt een cursus Engels te volgen. Groot is zijn verbazing als zijn lerares, Clara, de toneelactrice blijkt te zijn. Hij wordt verliefd op haar. Castella begeeft zich opnieuw naar het theater en doet daarna alle moeite om in Clara's milieu van acteurs en kunstenaars opgenomen te worden. Zonder veel succes, men maakt zich overigens vrolijk over zijn ongecultiveerdheid.

## Rolverdeling
| Acteur              | Personage             | Omschrijving              |
| ------------------- | --------------------- | ------------------------- |
| Jean-Pierre Bacri   | Jean-Jacques Castella |                           |
| Anne Alvaro         | Clara Devaux          |                           |
| Alain Chabat        | Bruno Deschamps       | de chauffeur van Castella |
| Agnès Jaoui         | Manie                 | barmeisje                 |
| Gérard Lanvin       | Franck Moreno         | lijfwacht van Castella    |
| Christiane Millet   | Angélique Castella    | echtgenote van Castella   |
| Wladimir Yordanoff  | Antoine               |                           |
| Anne Le Ny          | Valérie               | de kleedster              |
| Brigitte Catillon   | Béatrice Castella     | zus van Castella          |
| Raphaël Dufour      | Benoît                |                           |
| Xavier De Guillebon | Weber                 | rechterhand van Castella  |
| Céline Arnaud       | Virginie              |                           |
| Robert Bacri        |                       | vader van Castella        |
| Marie-Agnès Brigot  |                       | secretaresse van Castella |